# Tarsolepis kochi
Tarsolepis kochi är en fjärilsart som beskrevs av Semper 1896. Tarsolepis kochi ingår i släktet Tarsolepis och familjen tandspinnare. Inga underarter finns listade i Catalogue of Life.